# Тимелія палаванська
Тиме́лія палаванська (Malacopteron palawanense) — вид горобцеподібних птахів родини Pellorneidae. Ендемік Філіппін.

## Поширення і екологія
Падаванські тимелії мешкають на острові Палаван, а також на острові Балабак та на інших дрібних островах на південь від Палавану. Вони живуть в тропічних лісах, зустрічаються на висоті до 100 м над рівнем моря.

## Збереження
МСОП класифікує стан збереження цього виду як близький до загрозливого. Палаванським тимеліям загрожує знищення природного середовища.